# Charles Daniel Balvo
 (mai 2022).

Charles Daniel Balvo, né le 29 juin 1951 à Brooklyn (États-Unis), est un diplomate du Saint-Siège.

## Biographie
Charles Daniel Balvo est ordonné prêtre pour l'archidiocèse de New York le 6 juin 1976 par Leo Thomas Maher, évêque de San Diego.
Il est nommé nonce apostolique le 1er avril 2005 pour la Nouvelle-Zélande (en), les Fidji (en), les Îles Marshall (en), la Micronésie (en), Vanuatu (en), Tonga (en), Kiribati (en) et Palaos (en). Il est consacré archevêque avec le titre personnel de Castello (de), le 29 juin suivant par le cardinal Egan, les co-consécrateurs étant Gabriel Higuera et Celestino Migliore.
Sa nonciature couvre encore les Îles Cook (en) (le 25 mars 2006), les îles Samoa (en) (1er avril 2006) et Nauru (en) (30 janvier 2007).
Le 17 janvier 2013, Balvo est cette fois nommé nonce apostolique au Kenya (en) avec siège à Nairobi. Il est en même temps observateur permanent auprès des organismes de l'ONU chargés des missions humanitaires, dans cette région troublée. le 21 décembre 2013, il est en plus nommé comme nonce au Soudan du Sud (en), gardant son siège à Nairobi.
Cinq ans plus tard, le 21 septembre 2018, il est transféré à Prague, comme nonce apostolique en République tchèque.
Le 17 janvier 2022, il devient nonce apostolique en Australie (en).